# Skórnik wielobarwny

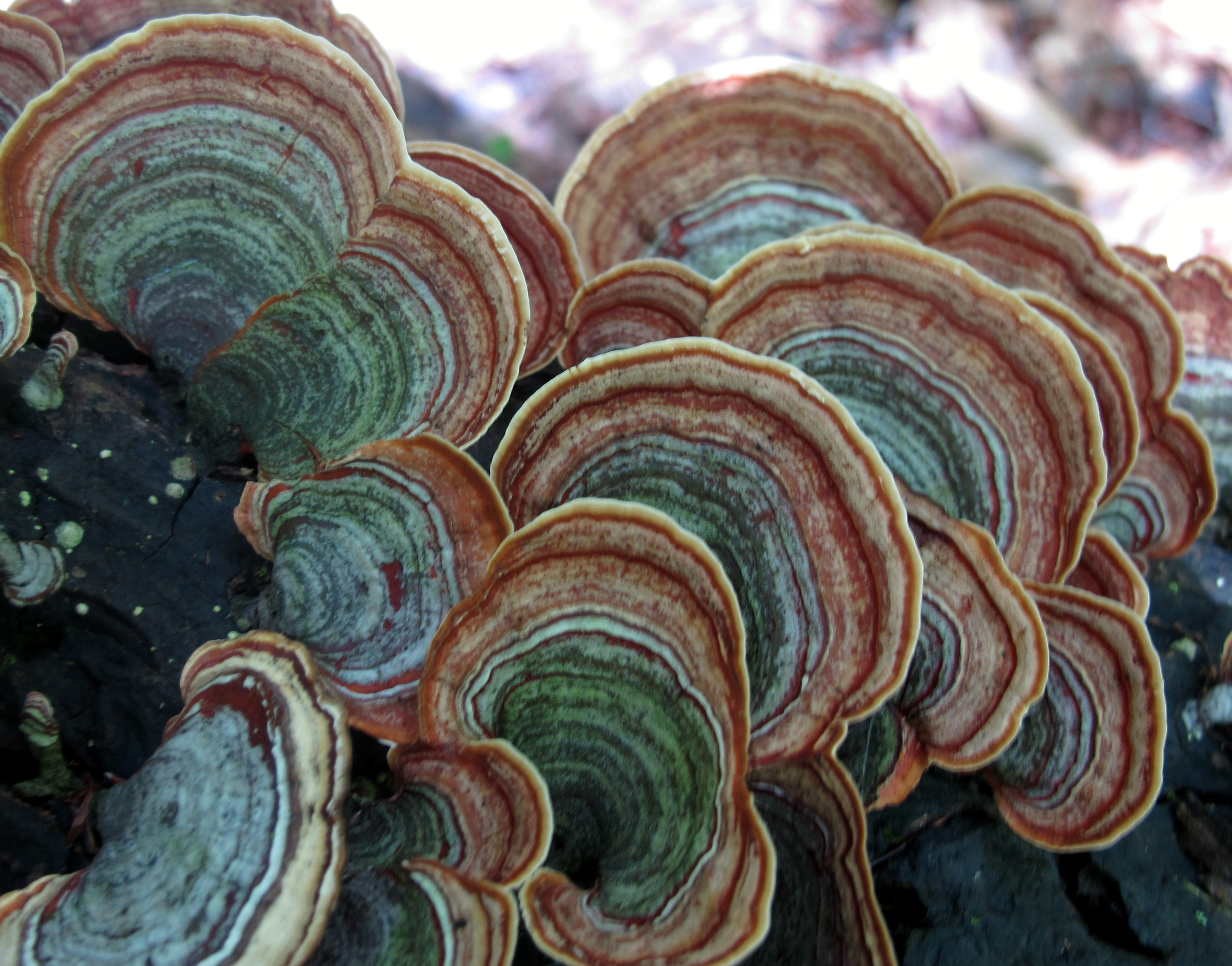

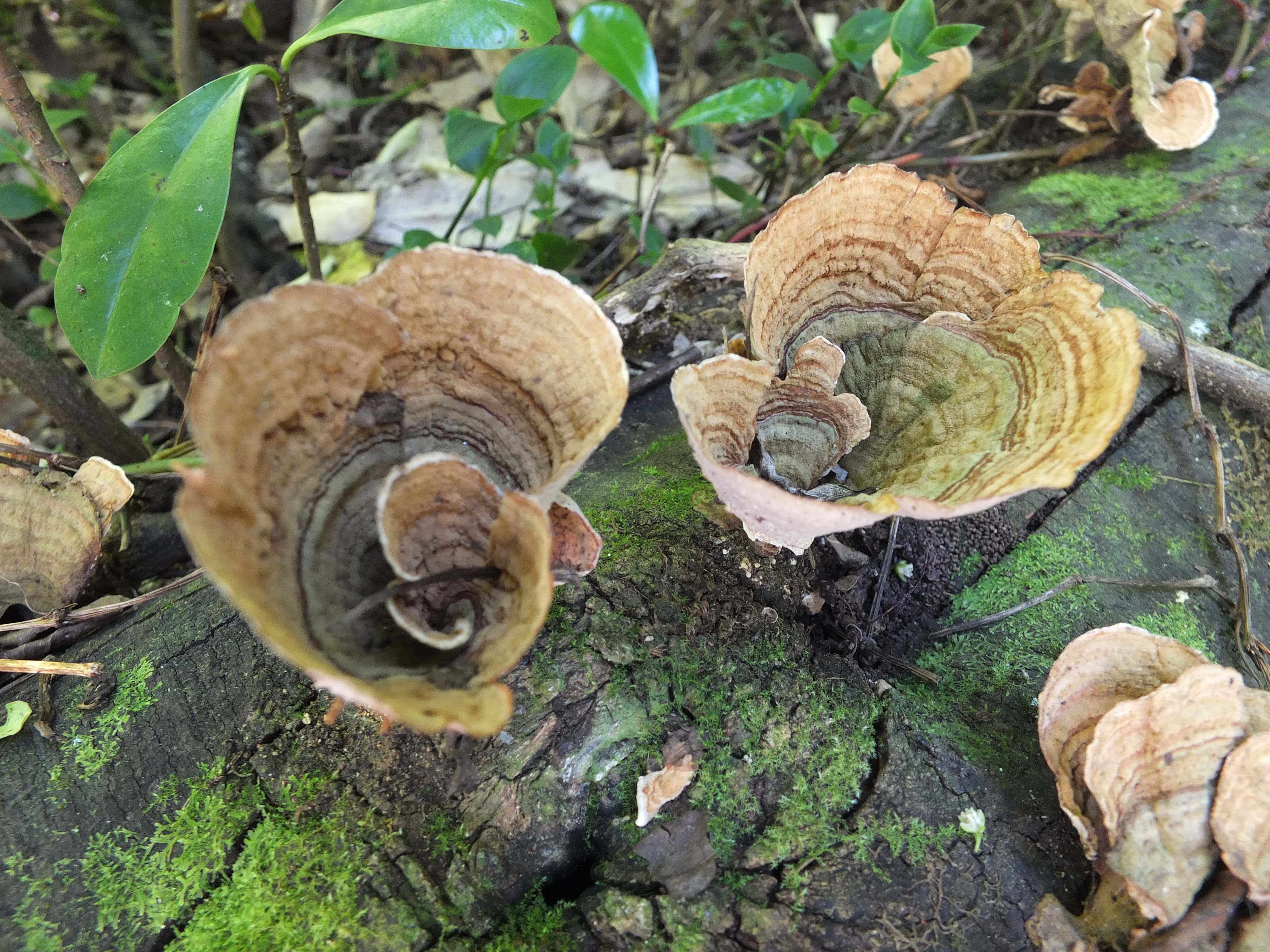

Skórnik wielobarwny (Stereum ostrea (Blume & T. Nees) Fr.) – gatunek grzybów z rodziny skórnikowatych (Stereaceae).

## Systematyka i nazewnictwo
Pozycja w klasyfikacji według Index Fungorum: Stereum, Stereaceae, Russulales, Incertae sedis, Agaricomycetes, Agaricomycotina, Basidiomycota, Fungi.
Po raz pierwszy opisali go w 1826 r. Carl Ludwig Blume i Theodor Friedrich Ludwig Nees von Esenbeck, nadając mu nazwę Thelephora ostrea. Obecną, uznaną przez Index Fungorum nazwę nadał mu w 1838 r. Elias Fries.
Ma 18 synonimów. Niektóre z nich:
- Haematostereum australe (Lloyd) Z.T. Guo 1987
- Stereum fasciatum (Schwein.) Fr. 1838
- Stereum insignitum Quél. 1890
- Stereum zebra R. Heim & Malençon 1928[2].

Stanisław Domański w 1991 r. opisał go pod nazwą naukową Stereum insignitum Quél. i nadał mu nazwę polską skórnik znamienny. Według Władysława Wojewody opisany przez Domańskiego S. insignitum Quél. to synonim S. ostrea. Zmienił jego nazwę na skórnik wielobarwny.

## Morfologia
Owocniki
Jednoroczne, zwykle występujące grupami i często ze sobą pozrastane rzędy owocników o długości do 100 mm. Czasami tworzą dachówkowato ułożone bardzo liczne grupy. Gdy rozwijają się na dolnej poziomej powierzchni podłoża, tworzą rozpostarte lub rozpostarto-odgięte grupy na szczątkowym trzonie, albo owocniki zwisająca na wyraźnym trzonie. Pojedynczy owocnik ma szeroko wachlarzowaty, półkolisty, klinowaty lub łopatkowaty kształt i do podłoża jest przyrośnięty bokiem zwężoną nasadą lub krótkim, czarnym, gładkim trzonem o wymiarach 5-10 × 1,5–5 mm. Kapelusze są cienkie, blaszkowate o wyraźnym i głęboko klapowanym brzegu, falisto powyginane, a na ich górnej powierzchni wyrastają mniejsze kapelusiki. Górna powierzchnia u młodych owocników pokryta jest rdzawobrunatnym filcem, a brzeg jest jaskrawo-rdzawo-brunatny lub ciemno-szaro-brunatny. W owocnikach starszych górna powierzchnia staje się bezwłosa i czarniawa, niekiedy jednak z koncentrycznymi pręgami przedzielonymi licznymi, wąskimi, filcowatymi paskami szarawej barwy. Powierzchnia hymenialna młodych owocników jest gładka, falista, blada, kremowo-blado-ochrowa, czasami z cielistym odcieniem, w starszych staje się brudnoszara.
Cechy mikroskopowe
Filcowata skórka zbudowana jest z bezbarwnych, lub ciemnobrunatnych, cienkościennych strzępek o średnicy 5–8 µm i zaokrąglonych wierzchołkach. Położony pod nią korteks ma grubość 0,07–0,1 mm, jest złocistobrunatny i składa się z poziomo ułożonych, zbitych, zglutynizowanych i grubościennych strzępek. Kontekst zbudowany ze strzępek bezbarwnych i również poziomych. Strzępki cienkościenne mają szerokość 2–3 µm, są septowane, rozgałęzione i nie mają sprzążek. Strzępki grubościenne są prawie pełne, mają średnicę 4–5 µm, w dolnych częściach kontekstu czasami wyginają się w dół, hymenium kończąc się pseudocystydami o średnicy 5–8 µm, czasami wystającymi na 10 µm ponad podstawki. W hymenium liczne są pseudoakantohyfidy o długości do 25 µm i średnicy 2–3 µm. Są cienkościenne i bezbarwne, a na wierzchołkach mają bardzo krótkie, kolczaste wyrostki. Podstawki 35 × 4–5 µm, 4–sterygmowe. Bazydiospory 4,5–6,5 × 2–2,8 µm, wąsko elipsoidalne lub prawie cylindryczne, bezbarwne, cienkościenne, amyloidalne, w masie białe.

## Występowanie
Skórnik wielobarwny występuje na wszystkich kontynentach poza Antarktydą, a także na wielu wyspach. W Polsce W. Wojewoda w 2003 r. przytacza 5 stanowisk. Znajduje się na Czerwonej liście roślin i grzybów Polski. Ma status E – gatunek zagrożony wyginięciem, którego przeżycie jest mało prawdopodobne, jeśli nadal będą działać czynniki zagrożenia.
Nadrzewny grzyb saprotroficzny. Występuje w lasach liściastych i mieszanych na martwym drewnie; na pniach i gałęziach grabu pospolitego, buka, topoli osiki i wiązów.